# Brampton (Carlisle)
Pour l’article homonyme, voir Brampton.
Brampton est une ville du Royaume-Uni dans le Cumbria, située à 16 km au nord-est de Carlisle.

## Histoire
La ville fut fondée au VIIe siècle.
En 1745, lors des guerres jacobites, Bonnie Prince Charlie y passe une nuit. Six de ses compagnons y sont pendus en 1746 sur la place centrale.
On y trouve des vestiges d'un camp romain.

## Personnalités liées à la ville
- Thomas Wallace (1er baron Wallace) (1768-1844), homme politique anglais qui a occupé plusieurs postes gouvernementaux, y est né.

## Jumelage
- Berry-Bouy (France)